# A Head Full of Dreams Tour
De A Head Full of Dreams Tour was de zevende concerttournee van de Britse rockband Coldplay. De tournee werd aangekondigd op 27 november 2015 ter ondersteuning van hun zevende studioalbum, A Head Full of Dreams, en markeerde een terugkeer naar live optredens in stadions na de intieme shows van Ghost Stories Tour (2014), waarbij de band speelde op locaties zoals het Beacon Theatre en de Royal Albert Hall. Met uitzondering van "Fun" en verborgen track "X Marks the Spot", werden alle nummers van het album gespeeld. De band combineerde een uitgebreid gebruik van laserlicht en pyrotechnische speciale effecten met akoestische segmenten tussen de podia, en vulde de optredens aan met een nieuwe versie van de Xylobands van Mylo Xyloto Tour (2011–12). De band had ook een extra klein podium waar ze een akoestische set uitvoerden.
De concertreeks bestond uit 122 shows in acht etappes verspreid over vijf continenten, beginnend in het Argentijnse Estadio Ciudad de La Plata op 31 maart 2016 en eindigend op dezelfde locatie op 15 november 2017. Coldplay gaf hun eerste soloshows in Latijns-Amerika sinds de Viva la Vida Tour (2009–10). Volgens Billboard verdiende Coldplay $523 miljoen uit 5,38 miljoen verkochte tickets op 114 gerapporteerde data, waardoor A Head Full of Dreams Tour na afloop de op twee na beste concertreeks was naar opbrengstcijfers. In 2018 bracht de band een livealbum uit genaamd Live in Buenos Aires.

## Openingsacts
Het grootste deel van de tour omvatte bij elk concert twee voorprogramma's, waarbij de Britse zangeres Lianne La Havas alle optredens opende die werden gehouden tijdens de eerste Latijns-Amerikaanse en Europese etappes. De Canadese zangeres Alessia Cara ondersteunde ook de eerste Europese en Noord-Amerikaanse runs, net zoals Foxes en Birdy.  Op geselecteerde data werden lokale artiesten uit hun respectievelijke land uitgenodigd om als openingsact te dienen: Ximena Sariñana en Hana Ciliberti traden  in de shows in Mexico City, terwijl Radwimps op 9 april 2016 in de Tokyo Dome speelde. De resterende data voor de Aziatische etappe werden ondersteund door Jess Kent, die ook deelnam aan de concerten in Australië en Nieuw-Zeeland. 
Voor hun tweede concertreeks in Europa nam Coldplay AlunaGeorge en de Zweedse zanger Tove Lo mee met wie ze samenwerkten aan het nummer "Fun", van A Head Full of Dreams (2015). Ondertussen waren op de tweede etappe in Noord-Amerika de zangers Izzy Bizu en Alina Baraz te zien.  In november 2017 sloot Coldplay de tour af met shows in Brazilië en Argentinië, die werden geopend door Jon Hopkins en Dua Lipa. Chris Martin schreef mee aan "Homesick" voor haar debuutalbum.  

## Erkenning
De tournee was wereldwijd succesvol. Naast het uitverkopen van alle shows, werden er voor de tournee een resem awards uitgereikt. De tournee ontving zeven Ticketmaster Awards, voor best verkochte shows per land, waaronder in Zweden, Canada en Ierland. Globaal gezien ging de band zowel in 2016 als in 2017 met de befaamde titel naar huis. Coldplay ging daarnaast ook nog naar huis met een American Music Award voor Tour of the Year en een Billboard Music Award voor Best Rock Tour. 

## Setlist
Deze setlist is afkomstig van het concert van de band op 15 november 2017 in La Plata, Argentinië. Het vertegenwoordigt niet alle shows tijdens de tour. 
1. "A Head Full of Dreams"
2. "Yellow"
3. "Every Teardrop Is a Waterfall"
4. "The Scientist"
5. "God Put a Smile Upon Your Face"
6. "Paradise"

B-stage
1. "Always in My Head"
2. "Magic"
3. "Everglow"

Main stage
1. "Clocks"
2. "Midnight"
3. "Charlie Brown"
4. "Hymn for the Weekend"
5. "Fix You"
6. "Viva la Vida"
7. "Adventure of a Lifetime"
8. "De Música Ligera" Soda Stereo cover)

C-stage
1. "Kaleidoscope" (interlude)
2. "In My Place"
3. "Amor Argentina"

Main stage
1. "Something Just Like This"
2. "A Sky Full of Stars"
3. "Up&Up"

## Shows
| 2016 concerten | 2016 concerten    | 2016 concerten               | 2016 concerten                | 2016 concerten                       | 2016 concerten               | 2016 concerten |
| Datum          | Stad              | Land                         | Arena                         | Opening acts                         | Opkomst                      |                |
| -------------- | ----------------- | ---------------------------- | ----------------------------- | ------------------------------------ | ---------------------------- | -------------- |
| 31 maart       | La Plata          | Argentinië                   | Estadio Ciudad de La Plata    | Lianne La Havas Hana                 | 97,069 / 97,069              |                |
| 1 april        | La Plata          | Argentinië                   | Estadio Ciudad de La Plata    | Lianne La Havas Hana                 | 97,069 / 97,069              |                |
| 3 april        | Santiago          | Chili                        | Estadio Nacional de Chile     | Lianne La Havas María Colores        | 60,787 / 60,787              |                |
| 5 april        | Lima              | Peru                         | Estadio Nacional del Perú     | Lianne La Havas Gala Brie            | 43,720 / 43,720              |                |
| 7 april        | São Paulo         | Brazilië                     | Allianz Parque                | Lianne La Havas Tiê                  | 46,563 / 46,563              |                |
| 10 april       | Rio de Janeiro    | Brazilië                     | Estádio do Maracanã           | Lianne La Havas Tiê                  | 59,669 / 59,669              |                |
| 13 april       | Bogotá            | Colombia                     | Estadio El Campín             | Lianne La Havas Elsa y Elmar         | 41,376 / 41,376              |                |
| 15 april       | Mexico Stad       | Mexico                       | Foro Sol                      | Lianne La Havas Ximena Sariñana      | 195,192 / 195,192            |                |
| 16 april       | Mexico Stad       | Mexico                       | Foro Sol                      | Lianne La Havas Ximena Sariñana      | 195,192 / 195,192            |                |
| 17 april       | Mexico Stad       | Mexico                       | Foro Sol                      | Lianne La Havas Ximena Sariñana      | 195,192 / 195,192            |                |
| 24 mei         | Nice              | Frankrijk                    | Stade Charles-Ehrmann         | Lianne La Havas Alessia Cara         | 53,566 / 53,566              |                |
| 26 mei         | Barcelona         | Spanje                       | Estadi Olímpic Lluís Companys | Lianne La Havas Alessia Cara         | 111,261 / 111,261            |                |
| 27 mei         | Barcelona         | Spanje                       | Estadi Olímpic Lluís Companys | Lianne La Havas Alessia Cara         | 111,261 / 111,261            |                |
| 29 mei         | Exeter            | VK                           | Powderham Castle              |                                      |                              |                |
| 1 juni         | Gelsenkirchen     | Duitsland                    | Veltins-Arena                 | Lianne La Havas Alessia Cara         | 55,048 / 55,048              |                |
| 4 juni         | Manchester        | Verenigd Koninkrijk          | Etihad Stadium                | Lianne La Havas Alessia Cara         |                              |                |
| 5 juni         | Manchester        | Verenigd Koninkrijk          | Etihad Stadium                | Lianne La Havas Alessia Cara         |                              |                |
| 7 juni         | Glasgow           | Verenigd Koninkrijk          | Hampden Park                  | Lianne La Havas Alessia Cara         | 48,526 / 48,526              |                |
| 11 juni        | Zürich            | Zwitserland                  | Letzigrund                    | Foxes Lea Lu                         | 89,254 / 89,254              |                |
| 12 juni        | Zürich            | Zwitserland                  | Letzigrund                    | Lianne La Havas Alessia Cara         | 89,254 / 89,254              |                |
| 15 juni        | Londen            | Verenigd Koninkrijk          | Wembley Stadium               | Lianne La Havas Alessia Cara         | 303,985 / 303,985            |                |
| 16 juni        | Londen            | Verenigd Koninkrijk          | Wembley Stadium               | Lianne La Havas Alessia Cara         | 303,985 / 303,985            |                |
| 18 juni        | Londen            | Verenigd Koninkrijk          | Wembley Stadium               | Lianne La Havas Reef                 | 303,985 / 303,985            |                |
| 19 juni        | Londen            | Verenigd Koninkrijk          | Wembley Stadium               | Lianne La Havas Reef                 | 303,985 / 303,985            |                |
| 23 juni        | Amsterdam         | Nederland                    | Amsterdam Arena               | Lianne La Havas Alessia Cara         | 104,511 / 104,511            |                |
| 24 juni        | Amsterdam         | Nederland                    | Amsterdam Arena               | Lianne La Havas Alessia Cara         | 104,511 / 104,511            |                |
| 26 juni        | Pilton            | Verenigd Koninkrijk          | Glastonbury Festival          | —                                    | —                            |                |
| 28 juni        | Londen            | Verenigd Koninkrijk          | Kensington Palace             |                                      |                              |                |
| 29 juni        | Berlijn           | Duitsland                    | Olympiastadion                | Lianne La Havas Alessia Cara         | 68,047 / 68,047              |                |
| 1 juli         | Hamburg           | Duitsland                    | Volksparkstadion              | Lianne La Havas Alessia Cara         | 43,860 / 43,860              |                |
| 3 juli         | Stockholm         | Zweden                       | Friends Arena                 | Birdy Alessia Cara                   | 53,575 / 53,575              |                |
| 5 juli         | Kopenhagen        | Denemarken                   | Telia Parken                  | Lianne La Havas Alessia Cara         | 96,511 / 96,511              |                |
| 6 juli         | Kopenhagen        | Denemarken                   | Telia Parken                  | Lianne La Havas Alessia Cara         | 96,511 / 96,511              |                |
| 16 juli        | East Rutherford   | Verenigde Staten             | MetLife Stadium               | Alessia Cara Foxes                   | 100,763 / 100,763            |                |
| 17 juli        | East Rutherford   | Verenigde Staten             | MetLife Stadium               | Alessia Cara Foxes                   | 100,763 / 100,763            |                |
| 20 juli        | Indianapolis      | Verenigde Staten             | Bankers Life Fieldhouse       | Alessia Cara Foxes                   | 12,667 / 12,667              |                |
| 21 juli        | St. Louis         | Verenigde Staten             | Scottrade Center              | Alessia Cara Foxes                   | 13,960 / 13,960              |                |
| 23 juli        | Chicago           | Verenigde Staten             | Soldier Field                 | —                                    | 95,323 / 95,323              |                |
| 24 juli        | Chicago           | Verenigde Staten             | Soldier Field                 | Alessia Cara Foxes                   | 95,323 / 95,323              |                |
| 27 juli        | Louisville        | Verenigde Staten             | KFC Yum! Center               | Alessia Cara Foxes                   | 13,755 / 13,755              |                |
| 28 juli        | Columbus          | Verenigde Staten             | Nationwide Arena              | Alessia Cara Foxes                   | 15,530 / 15,530              |                |
| 30 juli        | Foxborough        | Verenigde Staten             | Gillette Stadium              | Alessia Cara Foxes                   | 54,952 / 54,952              |                |
| 1 augustus     | Buffalo           | Verenigde Staten             | First Niagara Center          | Alessia Cara Foxes                   | 15,100 / 15,100              |                |
| 3 augustus     | Auburn Hills      | Verenigde Staten             | The Palace of Auburn Hills    | Alessia Cara Foxes                   | 15,436 / 15,436              |                |
| 4 August       | Pittsburgh        | Verenigde Staten             | Consol Energy Center          | Alessia Cara Foxes                   | 14,360 / 14,360              |                |
| 6 August       | Philadelphia      | Verenigde Staten             | Lincoln Financial Field       | Alessia Cara Foxes                   | 54,497 / 54,497              |                |
| 20 augustus    | Pasadena          | Verenigde Staten             | Rose Bowl                     | Alessia Cara Bishop Briggs Stargate  | 120,062 / 120,062            |                |
| 21 augustus    | Pasadena          | Verenigde Staten             | Rose Bowl                     | Alessia Cara Bishop Briggs           | 120,062 / 120,062            |                |
| 23 augustus    | Glendale          | Verenigde Staten             | Gila River Arena              | Alessia Cara Bishop Briggs           | 14,427 / 14,427              |                |
| 25 augustus    | Tulsa             | Verenigde Staten             | BOK Center                    | Alessia Cara Bishop Briggs           | 13,234 / 13,234              |                |
| 27 augustus    | Arlington         | Verenigde Staten             | AT&T Stadium                  | Alessia Cara Bishop Briggs           | 52,538 / 52,538              |                |
| 29 augustus    | Denver            | Verenigde Staten             | Pepsi Center                  | Alessia Cara Bishop Briggs           | 15,664 / 15,664              |                |
| 31 augustus    | Salt Lake City    | Verenigde Staten             | Vivint Smart Home Arena       | Alessia Cara Bishop Briggs           | 15,645 / 15,645              |                |
| 1 september    | Paradise          | Verenigde Staten             | T-Mobile Arena                | Alessia Cara Bishop Briggs           | 15,898 / 15,898              |                |
| 3 september    | Santa Clara       | Verenigde Staten             | Levi's Stadium                | Alessia Cara Bishop Briggs           | 52,404 / 52,404              |                |
| 4 september    | Philadelphia      | Verenigde Staten             | Benjamin Franklin Parkway     | n.b.                                 | n.b.                         |                |
| 11 november    | Londen            | Verenigd Koninkrijk          | London Palladium              | n.b.                                 | n.b.                         |                |
| 19 november    | Mumbai            | India                        | MMRDA Grounds                 | n.b.                                 | n.b.                         |                |
| 3 december     | Auckland          | Nieuw-Zeeland                | Mount Smart Stadium           | Lianne La Havas Jess Kent            | 39,644 / 39,644              |                |
| 6 december     | Brisbane          | Australië                    | Suncorp Stadium               | Lianne La Havas Jess Kent            | 49,604 / 49,604              |                |
| 9 december     | Melbourne         | Australië                    | Etihad Stadium                | Lianne La Havas Jess Kent            | 103,482 / 103,482            |                |
| 10 december    | Melbourne         | Australië                    | Etihad Stadium                | Lianne La Havas Jess Kent            | 103,482 / 103,482            |                |
| 13 december    | Sydney            | Australië                    | Allianz Stadium               | Lianne La Havas Jess Kent            | 97,356 / 97,356              |                |
| 14 december    | Sydney            | Australië                    | Allianz Stadium               | Lianne La Havas Jess Kent            | 97,356 / 97,356              |                |
| 31 december    | Abu Dhabi         | Verenigde Arabische Emiraten | du Arena                      | DJ Saif                              | 31,285 / 31,285              |                |
| 2017 concerten |                   |                              |                               |                                      |                              |                |
| 31 maart       | Singapore         | Singapore                    | Singapore National Stadium    | Jess Kent                            | 102.508                      |                |
| 1 april        | Singapore         | Singapore                    | Singapore National Stadium    | Jess Kent                            | 102.508                      |                |
| 4 april        | Manilla           | Filipijnen                   | Mall of Asia Grounds          | Jess Kent                            |                              |                |
| 7 april        | Bangkok           | Thailand                     | Rajamangalastadion            | Jess Kent                            | 62.068                       |                |
| 11 april       | Taoyuan           | Taiwan                       | HSR Taoyuan Station Plaza     | Jess Kent                            | 72.212                       |                |
| 12 april       | Taoyuan           | Taiwan                       | HSR Taoyuan Station Plaza     | Jess Kent                            | 72.212                       |                |
| 15 april       | Seoul             | Zuid-Korea                   | Seoel Olympisch Stadion       | Jess Kent                            | 99.837 / 99.837              |                |
| 16 april       | Seoul             | Zuid-Korea                   | Seoel Olympisch Stadion       | Jess Kent                            | 99.837 / 99.837              |                |
| 19 april       | Tokio             | Japan                        | Tokyo Dome                    | Radwimps                             |                              |                |
| 6 juni         | München           | Duitsland                    | Olympiastadion                | AlunaGeorge, Femme Schmidt           |                              |                |
| 8 juni         | Lyon              | Frankrijk                    | Parc Olympique Lyonnais       | AlunaGeorge, Lyves                   |                              |                |
| 11 juni        | Wenen             | Oostenrijk                   | Ernst-Happel-Stadion          | Tove Lo, Lyves                       |                              |                |
| 14 juni        | Leipzig           | Duitsland                    | Red Bull Arena                | Tove Lo, Femme Schmidt               |                              |                |
| 16 juni        | Hannover          | Duitsland                    | HDI-Arena                     | AlunaGeorge, Lyves                   |                              |                |
| 18 juni        | Warschau          | Polen                        | PGE Nardowy                   | Tove Lo, Lyves                       |                              |                |
| 21 juni        | Brussel           | België                       | Koning Boudewijnstadion       | AlunaGeorge, Lyves                   | 100.489 / 100.489            |                |
| 22 juni        | Brussel           | België                       | Koning Boudewijnstadion       | AlunaGeorge, Lyves                   | 100.489 / 100.489            |                |
| 25 juni        | Göteborg          | Zweden                       | Ullevi                        | Mew Lyves                            | 128,981 / 128,981            |                |
| 26 juni        | Göteborg          | Zweden                       | Ullevi                        | Mew Lyves                            | 128,981 / 128,981            |                |
| 30 juni        | Frankfurt am Main | Duitsland                    | Deutsche Bank Park            | Tove Lo, Femme Schmidt               | 87,833 / 87,833              |                |
| 1 juli         | Frankfurt am Main | Duitsland                    | Deutsche Bank Park            | Tove Lo, Femme Schmidt               | 87,833 / 87,833              |                |
| 3 juli         | Milaan            | Italië                       | San Siro                      | Tove Lo, Lyves                       | 117,307 / 117,307            |                |
| 4 juli         | Milaan            | Italië                       | San Siro                      | Tove Lo, Lyves                       | 117,307 / 117,307            |                |
| 6 juli         | Hamburg           | Duitsland                    | Barclaycard Arena             | /                                    | /                            |                |
| 8 juli         | Dublin            | Ierland                      | Croke Park                    | AlunaGeorge Lyves                    | 80,398 / 80,398              |                |
| 11 juli        | Cardiff           | Verenigd Koninkrijk          | Principality Stadium          | Embrace Lyves                        | 122,851 / 122,851            |                |
| 12 juli        | Cardiff           | Verenigd Koninkrijk          | Principality Stadium          | Embrace Lyves                        | 122,851 / 122,851            |                |
| 15 juli        | Parijs            | Frankrijk                    | Stade de France               | Tove Lo Lyves                        | 235,611 / 235,611            |                |
| 16 juli        | Parijs            | Frankrijk                    | Stade de France               | Tove Lo Lyves                        | 235,611 / 235,611            |                |
| 18 juli        | Parijs            | Frankrijk                    | Stade de France               | Tove Lo Lyves                        | 235,611 / 235,611            |                |
| 1 augustus     | New York          | Verenigde Staten             | MetLife Stadium               | AlunaGeorge, Izzy Bizu               | 54.501                       |                |
| 4 augustus     | Foxborough        | Verenigde Staten             | Gillette Stadium              | AlunaGeorge, Izzy Bizu               | 52.188                       |                |
| 6 augustus     | Landover          | Verenigde Staten             | FedExField                    | AlunaGeorge, Izzy Bizu               | 48.380                       |                |
| 8 augustus     | Montreal          | Canada                       | Bell Centre                   | AlunaGeorge, Izzy Bizu               | 35,731 / 35,731              |                |
| 9 augustus     | Montreal          | Canada                       | Bell Centre                   | AlunaGeorge, Izzy Bizu               | 35,731 / 35,731              |                |
| 12 augustus    | Minneapolis       | Verenigde Staten             | U.S. Bank Stadium             | AlunaGeorge, Izzy Bizu               | 47.472                       |                |
| 14 augustus    | Omaha             | Verenigde Staten             | CenturyLink Center Omaha      | AlunaGeorge, Izzy Bizu               | 13,009                       |                |
| 15 augustus    | Kansas City       | Verenigde Staten             | Sprint Center                 | AlunaGeorge, Izzy Bizu               | 12.971                       |                |
| 17 augustus    | Chicago           | Verenigde Staten             | Soldier Field                 | AlunaGeorge, Izzy Bizu               | 52.726                       |                |
| 19 augustus    | Cleveland         | Verenigde Staten             | Quicken Loans Arena           | AlunaGeorge, Izzy Bizu               | 15.963                       |                |
| 21 augustus    | Toronto           | Canada                       | Rogers Centre                 | AlunaGeorge, Izzy Bizu               | 94.857                       |                |
| 22 augustus    | Toronto           | Canada                       | Rogers Centre                 | AlunaGeorge, Izzy Bizu               | 94.857                       |                |
| 28 augustus    | Miami             | Verenigde Staten             | Hard Rock Stadium             | AlunaGeorge, Izzy Bizu               | 47.866                       |                |
| 23 september   | Seattle           | Verenigde Staten             | CenturyLink Field             | Tove Lo Alina Baraz                  | 49.031                       |                |
| 26 september   | Edmonton          | Canada                       | Rogers Place                  | Tove Lo Alina Baraz                  | 27,940 / 27,940              |                |
| 27 september   | Edmonton          | Canada                       | Rogers Place                  | Tove Lo Alina Baraz                  | 27,940 / 27,940              |                |
| 29 september   | Vancouver         | Canada                       | BC Place Stadium              | Tove Lo Alina Baraz                  | 43,896 / 43,896              |                |
| 2 oktober      | Portland          | Verenigde Staten             | Moda Center                   | Tove Lo Alina Baraz                  | 14,965 / 14,965              |                |
| 4 oktober      | Santa Clara       | Verenigde Staten             | Levi's Stadium                | Tove Lo Alina Baraz                  | 48,341 / 48,341              |                |
| 6 oktober      | Pasadena          | Verenigde Staten             | Rose Bowl                     | Tove Lo Alina Baraz                  | 64.442                       |                |
| 8 oktober      | San Diego         | Verenigde Staten             | SDCCU Stadium                 | Tove Lo Alina Baraz                  | 54.278                       |                |
| 7 november     | São Paulo         | Brazilië                     | Allianz Parque                | Iza Jon Hopkins                      | 96,549 / 96,549              |                |
| 8 november     | São Paulo         | Brazilië                     | Allianz Parque                | Dua Lipa Jon Hopkins                 | 96,549 / 96,549              |                |
| 11 november    | Porto Alegre      | Brazilië                     | Arena do Grêmio               | Dua Lipa Jon Hopkins Tati Portella   | 50,229 / 50,229              |                |
| 14 november    | La Plata          | Argentinië                   | Estadio Ciudad de La Plata    | Dua Lipa Jon Hopkins Oriana Sabatini |                              |                |
| 15 november    | La Plata          | Argentinië                   | Estadio Ciudad de La Plata    | Dua Lipa Jon Hopkins Oriana Sabatini |                              |                |
| Total          | Total             | Total                        | Total                         | Total                                | 5,389,586 / 5,389,586 (100%) |                |